# Sam Sutton
Sam Sutton, né le 10 décembre 2001 à Auckland en Nouvelle-Zélande est un footballeur international néo-zélandais qui évolue au poste d'arrière gauche.

## Biographie

### En club
Né à Auckland en Nouvelle-Zélande, Sam Sutton est formé au East Coast Bays AFC avant de rejoindre le Wellington Phoenix le 8 mars 2016, pour y poursuivre sa formation.
Il intègre pour la première fois l'équipe première lors de l'été 2019, participant aux matchs d'avant-saison. Sutton joue son premier match avec l'équipe première de Wellington Phoenix le 21 décembre 2019, face au Sydney FC. Il entre en jeu à la place de Jaushua Sotirio (en) et les deux équipes se neutralisent (2-2 score final),.
Le 21 mars 2022, Sutton prolonge son contrat avec Wellington Phoenix. Il est alors lié au club jusqu'en juin 2025.
Le 5 mai 2022, Sutton inscrit son premier but pour le Wellington Phoenix contre le Western Sydney Wanderers, en championnat. Titulaire, il ouvre le score au bout de trois minutes de jeu, et participe à la victoire de son équipe par deux buts à un.

### En sélection
Sam Sutton représente l'équipe de Nouvelle-Zélande des moins de 23 ans. Avec cette sélection il joue deux matchs et marque un but.
Sutton est retenu dans la liste du sélectionneur Darren Bazeley afin de participer à la Coupe d'Océanie en 2024.

## Palmarès
Nouvelle-Zélande
- Coupe d'Océanie (1) :
  - Vainqueur : 2024.